# Tour des Flandres 2023
Le Tour des Flandres 2023 est la 107e édition de cette course cycliste masculine sur route. Il a lieu le 2 avril 2023 en Belgique. La course fait partie du calendrier UCI World Tour 2023 en catégorie 1.UWT.

## Présentation

### Parcours
Le départ a lieu à Bruges et non plus à Anvers comme les années précédentes. Les cent-dix derniers kilomètres de course sont identiques, ou quasi, au parcours de l'année précédente avec l'arrivée jugée à Audenarde. La distance est de 273,4 km. Il s'agit de la plus longue distance depuis 1998.
19 côtes sont répertoriées :
| Mont | Nom               | Km    | Revêtement | Longueur (m) | Pente moyenne | Pente maxi | Km de l'arrivée |
| ---- | ----------------- | ----- | ---------- | ------------ | ------------- | ---------- | --------------- |
| 1    | Korte Ast         | 114,7 | asphalte   | 500          | 4,3 %         | 9,6 %      | 158,7           |
| 2    | Vieux Quaremont   | 136,8 | pavés      | 2 200        | 4 %           | 11,6 %     | 136,6           |
| 3    | Kortekeer (nl)    | 147,3 | asphalte   | 1 000        | 6,4 %         | 17 %       | 126,1           |
| 4    | Eikenberg         | 155,0 | pavés      | 1 200        | 5,2 %         | 10 %       | 118,4           |
| 5    | Wolvenberg        | 159,1 | asphalte   | 645          | 7,9 %         | 17,3 %     | 114,3           |
| 6    | Molenberg         | 171,6 | pavés      | 463          | 7 %           | 14,2 %     | 101,8           |
| 7    | Marlboroughstraat | 175,5 | asphalte   | 463          | 3 %           | 7 %        | 97,9            |
| 8    | Berendries        | 179,6 | asphalte   | 940          | 7 %           | 12,3 %     | 93,8            |
| 9    | Valkenberg        | 184,9 | asphalte   | 540          | 8,1 %         | 12,8 %     | 88,5            |
| 10   | Berg Ten Houte    | 197,4 | pavés      | 1 100        | 6 %           | 21 %       | 76,0            |
| 11   | Kanarieberg       | 202,9 | asphalte   | 1 000        | 7,7 %         | 14 %       | 70,5            |
| 12   | Vieux Quaremont   | 218,8 | pavés      | 2 200        | 4 %           | 11,6 %     | 54,6            |
| 13   | Paterberg         | 222,3 | pavés      | 360          | 12,9 %        | 20,3 %     | 51,1            |
| 14   | Koppenberg        | 228,8 | pavés      | 600          | 11,6 %        | 22 %       | 44,6            |
| 15   | Steenbeekdries    | 234,2 | pavés      | 1 100        | 3,1 %         | 7,6 %      | 39,2            |
| 16   | Taaienberg        | 236,6 | pavés      | 530          | 6,6 %         | 15,8 %     | 36,8            |
| 17   | Kruisberg         | 246,9 | asphalte   | 2 500        | 5 %           | 9 %        | 26,5            |
| 18   | Vieux Quaremont   | 256,7 | pavés      | 2 200        | 4 %           | 11,6 %     | 16,7            |
| 19   | Paterberg         | 260,1 | pavés      | 360          | 12,9 %        | 20,3 %     | 13,3            |

En plus des traditionnels monts, il y a six secteurs pavés :

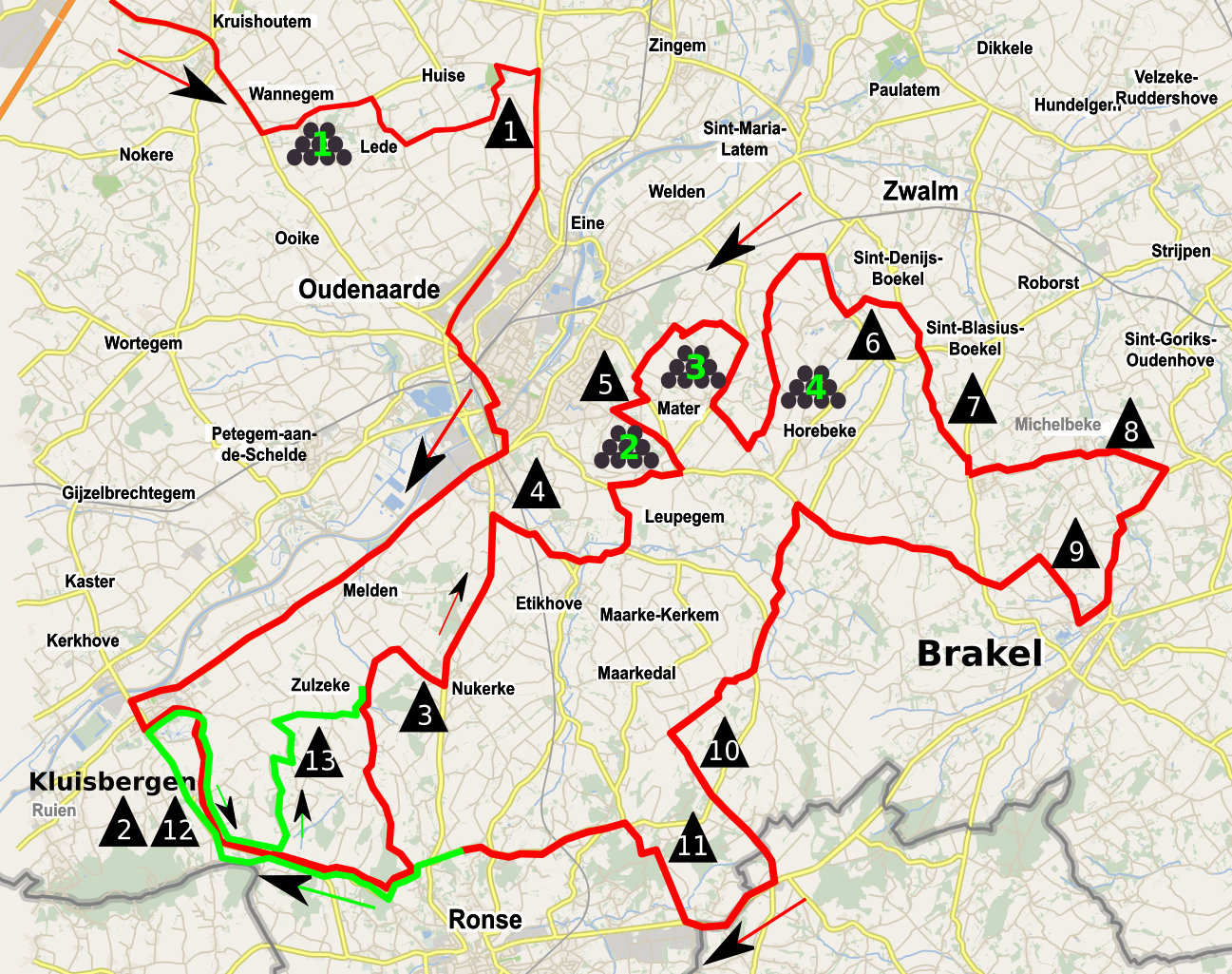
Note: Oudenaarde est le nom néerlandais d'Audenarde et Ronse celui de Renaix
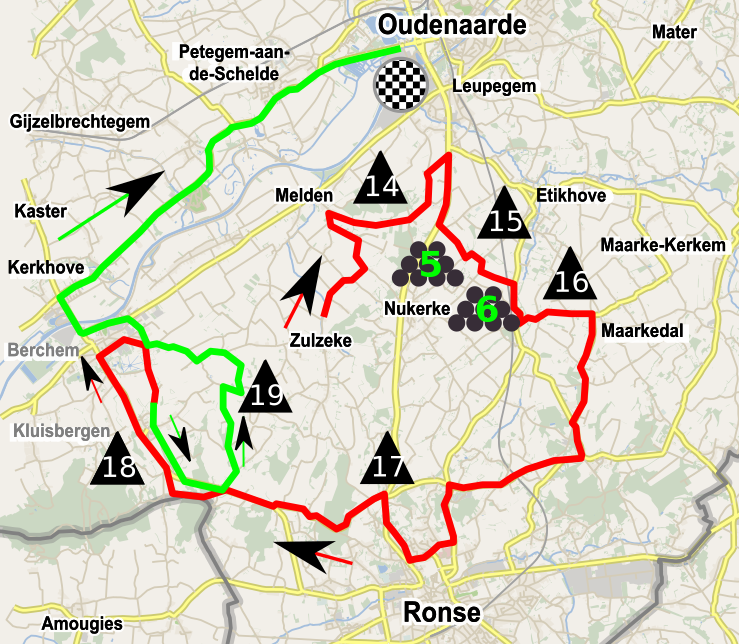

| Secteur | Nom              | Km    | Longueur (m) | Km de l'arrivée |
| ------- | ---------------- | ----- | ------------ | --------------- |
| 1       | Huisepontweg     | 109,0 | 1 700        | 164,4           |
| 2       | Holleweg         | 156,4 | 650          | 116,9           |
| 3       | Kerkgate         | 162,7 | 1 400        | 110,7           |
| 4       | Jagerij          | 165,3 | 800          | 108,1           |
| 5       | Mariaborrestraat | 232,8 | 400          | 40,6            |
| 6       | Stationberg      | 234,7 | 700          | 38,7            |

- - Premier tour de circuit
  - Transition vers le deuxième tour de circuit
Note: Oudenaarde est le nom néerlandais d'Audenarde et Ronse celui de Renaix
- - Deuxième tour de circuit
  - Final

### Équipes
| WorldTeams (18)- AG2R Citroën Team - Alpecin-Deceuninck - Astana Qazaqstan Team - Bahrain Victorious - Bora-Hansgrohe - Cofidis - EF Education-EasyPost - Groupama-FDJ - Ineos Grenadiers - Intermarché-Circus-Wanty - Jumbo-Visma - Movistar Team - Soudal Quick-Step - Arkéa-Samsic - Team DSM - Team Jayco AlUla - Trek-Segafredo - UAE Team Emirates ProTeams (7)- Bingoal WB - Israel-Premier Tech - Lotto Dstny - Q36.5 Pro Cycling Team - Team Flanders-Baloise - TotalEnergies - Uno-X Pro Cycling Team |
| |

### Favoris
Comme pour l'E3 Saxo Bank Classic, les trois grands favoris sont le Belge Wout van Aert (Jumbo-Visma), le Slovène Tadej Pogačar (UAE Emirates) et le Néerlandais Mathieu van der Poel (Alpecin-Deceuninck). 
- Van Aert a gagné l'E3 Saxo Bank Classic et pris la deuxième place de Gand-Wevelgem en offrant la victoire à son équipier Christophe Laporte. Il peut prendre appui sur la puissante équipe Jumbo-Visma qui compte aussi dans ses rangs Tiesj Benoot et Nathan Van Hooydonck. L'équipe néerlandaise a fait carton plein sur les récentes classiques pavées flamandes.
- Pogačar était le plus fort dans les côtes de l'E3 Saxo Bank Classic mais ne put décrocher ses deux comparses. Le numéro 1 à l'UCI a déjà remporté sept victoires en 2023.
- van der Poel, auréolé de sa victoire acquise avec panache à Milan San Remo, a terminé deuxième de l'E3 Saxo Bank Classic. Vainqueur de la dernière édition et en 2020, il vise le triplé.

En plus des trois grands favoris et leurs équipiers cités ci-dessous, les noms de Mads Pedersen (Trek Segafredo), Stefan Küng et Valentin Madouas (Groupama FDJ) et Tom Pidcock (Ineos Grenadiers), vainqueur des Strade Bianche, sont aussi à prendre en considération pour une potentielle victoire.

## Déroulement de la course
Après plus d'une centaine de kilomètres parcourus sur un tempo élevé, une échappée de huit coureurs se développe. Elle comprend le champion de Belgique Tim Merlier (Soudal-Quick Step), Jasper De Buyst (Lotto Dstny), Daan Hoole (Trek-Segafredo), Elmar Reinders (Jayco AlUla), Filippo Colombo (Q36.5 Pro Cycling), Guillaume Van Keirsbulck (Bingoal WB), Jonas Rutsch (EF Education-EasyPost) et Hugo Houle (Israel-Premier Tech). À 140 km du terme, avant le premier passage du Vieux Quaremont, une grosse chute se produit à l'avant du peloton, causée par Filip Maciejuk (Bahrain Victorious) mettant une bonne partie du peloton au sol ou à l'arrêt et contraignant notamment Tim Wellens et Peter Sagan à l'abandon alors que Maciejuk est mis hors course. L'avance des huit fuyards culmine à plus de cinq minutes. À un peu moins de 100 kilomètres du terme, un groupe de contre-attaque se forme et revient sur les hommes de tête quelque 25 km plus loin constituant ainsi un groupe de tête de 19 unités. Au deuxième passage au sommet du Vieux Quaremont (54 km de l'arrivée), ils ne sont plus que douze en tête emmenés par Matteo Trentin, Kasper Asgreen, Neilson Powless, Nathan Van Hooydonck et Mads Pedersen alors que Tadej Pogačar, pointé à moins de deux minutes, est sorti du peloton. Mais le Slovène est repris quelques instants plus tard. 
À 30 kilomètres de l'arrivée, Mads Pedersen s'isole en tête de la course lâchant ses huit derniers compagnons d'échappée. Dans le groupe des favoris, Mathieu van der Poel attaque dans le Kruisberg (28 km de l'arrivée). Pogačar réussit à suivre le Néerlandais alors que Wout van Aert coince et concède quelques dizaines de mètres qu'il ne peut combler. Pogačar et Van der Poel se relaient et rejoignent le groupe de chasse toujours derrière Pedersen qui aborde en tête la dernière montée du Vieux Quaremont avec un avantage d'une trentaine de secondes. Dans cette ascension, Tadej Pogačar accélère, lâche van der Poel et les autres membres du groupe puis dépasse Pedersen dans les derniers mètres de la côte à 17 km du terme. Désormais seul en tête de la course, le Slovène est alors pris en chasse par Van der Poel mais il ne concède rien dans le Paterberg et rejoint Audenarde en vainqueur du Ronde 2023.

## Classements

### Classement de la course
| \| Classement général \| Classement général \| Classement général \| Classement général \| Classement général \| \| Coureur \| Coureur \| Pays \| Équipe \| Temps \| \| ------------------ \| -------------------- \| ------------------ \| ---------------------- \| ------------------ \| \| 1er \| Tadej Pogačar \| Slovénie \| UAE Team Emirates \| 6 h 12 min 07 s \| \| 2e \| Mathieu van der Poel \| Pays-Bas \| Alpecin-Deceuninck \| + 16 s \| \| 3e \| Mads Pedersen \| Danemark \| Trek-Segafredo \| + 1 min 12 s \| \| 4e \| Wout van Aert \| Belgique \| Jumbo-Visma \| + 1 min 12 s \| \| 5e \| Neilson Powless \| États-Unis \| EF Education-EasyPost \| + 1 min 12 s \| \| 6e \| Stefan Küng \| Suisse \| Groupama-FDJ \| + 1 min 12 s \| \| 7e \| Kasper Asgreen \| Danemark \| Soudal Quick-Step \| + 1 min 12 s \| \| 8e \| Fred Wright \| Royaume-Uni \| Bahrain Victorious \| + 1 min 12 s \| \| 9e \| Matteo Jorgenson \| États-Unis \| Movistar Team \| + 1 min 19 s \| \| 10e \| Matteo Trentin \| Italie \| UAE Team Emirates \| + 2 min 49 s \| \| 11e \| Nathan Van Hooydonck \| Belgique \| Jumbo-Visma \| + 3 min 12 s \| \| 12e \| Florian Vermeersch \| Belgique \| Lotto Dstny \| + 3 min 31 s \| \| 13e \| Tiesj Benoot \| Belgique \| Jumbo-Visma \| + 5 min 12 s \| \| 14e \| Christophe Laporte \| France \| Jumbo-Visma \| + 5 min 16 s \| \| 15e \| Mikkel Bjerg \| Danemark \| UAE Team Emirates \| + 5 min 16 s \| \| 16e \| Benoît Cosnefroy \| France \| AG2R Citroën Team \| + 5 min 16 s \| \| 17e \| Anthony Turgis \| France \| TotalEnergies \| + 6 min 04 s \| \| 18e \| Alexander Kristoff \| Norvège \| Uno-X Pro Cycling Team \| + 6 min 09 s \| \| 19e \| John Degenkolb \| Allemagne \| Team DSM \| + 6 min 09 s \| \| 20e \| Nils Politt \| Allemagne \| Bora-Hansgrohe \| + 6 min 09 s \| |                      |             |                        |                 |
| |                      |             |                        |                 |
| Source : ProCyclingStats |                      |             |                        |                 |
| Classement général |                      |             |                        |                 |
| Coureur | Coureur              | Pays        | Équipe                 | Temps           |
| 1er | Tadej Pogačar        | Slovénie    | UAE Team Emirates      | 6 h 12 min 07 s |
| 2e | Mathieu van der Poel | Pays-Bas    | Alpecin-Deceuninck     | + 16 s          |
| 3e | Mads Pedersen        | Danemark    | Trek-Segafredo         | + 1 min 12 s    |
| 4e | Wout van Aert        | Belgique    | Jumbo-Visma            | + 1 min 12 s    |
| 5e | Neilson Powless      | États-Unis  | EF Education-EasyPost  | + 1 min 12 s    |
| 6e | Stefan Küng          | Suisse      | Groupama-FDJ           | + 1 min 12 s    |
| 7e | Kasper Asgreen       | Danemark    | Soudal Quick-Step      | + 1 min 12 s    |
| 8e | Fred Wright          | Royaume-Uni | Bahrain Victorious     | + 1 min 12 s    |
| 9e | Matteo Jorgenson     | États-Unis  | Movistar Team          | + 1 min 19 s    |
| 10e | Matteo Trentin       | Italie      | UAE Team Emirates      | + 2 min 49 s    |
| 11e | Nathan Van Hooydonck | Belgique    | Jumbo-Visma            | + 3 min 12 s    |
| 12e | Florian Vermeersch   | Belgique    | Lotto Dstny            | + 3 min 31 s    |
| 13e | Tiesj Benoot         | Belgique    | Jumbo-Visma            | + 5 min 12 s    |
| 14e | Christophe Laporte   | France      | Jumbo-Visma            | + 5 min 16 s    |
| 15e | Mikkel Bjerg         | Danemark    | UAE Team Emirates      | + 5 min 16 s    |
| 16e | Benoît Cosnefroy     | France      | AG2R Citroën Team      | + 5 min 16 s    |
| 17e | Anthony Turgis       | France      | TotalEnergies          | + 6 min 04 s    |
| 18e | Alexander Kristoff   | Norvège     | Uno-X Pro Cycling Team | + 6 min 09 s    |
| 19e | John Degenkolb       | Allemagne   | Team DSM               | + 6 min 09 s    |
| 20e | Nils Politt          | Allemagne   | Bora-Hansgrohe         | + 6 min 09 s    |

### Classements UCI
La course attribue des points au Classement mondial UCI 2022 selon le barème suivant :
| Position           | 1er | 2e  | 3e  | 4e  | 5e  | 6e  | 7e  | 8e  | 9e  | 10e | 11e | 12e | 13e | 14e | 15e | 16e à 20e | 21e à 30e | 31e à 50e | 51e à 55e | 56e à 60e |
| Classement général | 500 | 400 | 325 | 275 | 225 | 175 | 150 | 125 | 100 | 85  | 70  | 60  | 50  | 40  | 35  | 30        | 20        | 10        | 5         | 3         |

## Liste des participants
| Légende | Légende                                                                    | Légende | Légende                                                    |
| ------- | -------------------------------------------------------------------------- | ------- | ---------------------------------------------------------- |
| Num     | Dossard de départ porté par le coureur sur ce Tour des Flandres            | Pos     | Position à l'arrivée de la course                          |
|         | Indique un maillot de champion national ou mondial, suivi de sa spécialité | NP      | Indique un coureur qui n'a pas pris le départ de la course |
| AB      | Indique un coureur qui n'a pas terminé la course                           | HD      | Indique un coureur qui a terminé la course hors des délais |
| DSQ     | Indique un coureur qui a été disqualifié de la course                      |         |                                                            |

| Alpecin-Deceuninck ADC | Alpecin-Deceuninck ADC     | Alpecin-Deceuninck ADC |
| ---------------------- | -------------------------- | ---------------------- |
| Num                    | Coureur                    | Pos                    |
| 1                      | Mathieu van der Poel (NED) | 2e                     |
| 2                      | Silvan Dillier (SUI)       | 80e                    |
| 3                      | Maurice Ballerstedt (GER)  | AB                     |
| 4                      | Michael Gogl (AUT)         | AB                     |
| 5                      | Søren Kragh Andersen (DEN) | AB                     |
| 6                      | Gianni Vermeersch (BEL)    | 30e                    |
| 7                      | Xandro Meurisse (BEL)      | 54e                    |

| Jumbo-Visma TJV | Jumbo-Visma TJV            | Jumbo-Visma TJV |
| --------------- | -------------------------- | --------------- |
| Num             | Coureur                    | Pos             |
| 11              | Wout van Aert (BEL)        | 4e              |
| 12              | Edoardo Affini (ITA)       | AB              |
| 13              | Tiesj Benoot (BEL)         | 13e             |
| 14              | Christophe Laporte (FRA)   | 14e             |
| 15              | Tim van Dijke (NED)        | 42e             |
| 16              | Tosh Van der Sande (BEL)   | AB              |
| 17              | Nathan Van Hooydonck (BEL) | 11e             |

| UAE Team Emirates UAD | UAE Team Emirates UAD      | UAE Team Emirates UAD |
| --------------------- | -------------------------- | --------------------- |
| Num                   | Coureur                    | Pos                   |
| 21                    | Tadej Pogačar (SLO)        | 1er                   |
| 22                    | Rui Oliveira (POR)         | 58e                   |
| 23                    | Sjoerd Bax (NED)           | 68e                   |
| 24                    | Mikkel Bjerg (DEN)         | 15e                   |
| 25                    | Vegard Stake Laengen (NOR) | 69e                   |
| 26                    | Matteo Trentin (ITA)       | 10e                   |
| 27                    | Tim Wellens (BEL)          | AB                    |

| AG2R Citroën Team ACT | AG2R Citroën Team ACT   | AG2R Citroën Team ACT |
| --------------------- | ----------------------- | --------------------- |
| Num                   | Coureur                 | Pos                   |
| 31                    | Greg Van Avermaet (BEL) | 62e                   |
| 32                    | Benoît Cosnefroy (FRA)  | 16e                   |
| 33                    | Stan Dewulf (BEL)       | 48e                   |
| 34                    | Lawrence Naesen (BEL)   | AB                    |
| 35                    | Oliver Naesen (BEL)     | 40e                   |
| 36                    | Pierre Gautherat (FRA)  | AB                    |
| 37                    | Damien Touzé (FRA)      | 91e                   |

| Lotto Dstny LTD | Lotto Dstny LTD          | Lotto Dstny LTD |
| --------------- | ------------------------ | --------------- |
| Num             | Coureur                  | Pos             |
| 41              | Caleb Ewan (AUS)         | AB              |
| 42              | Sébastien Grignard (BEL) | AB              |
| 43              | Jasper De Buyst (BEL)    | AB              |
| 44              | Arjen Livyns (BEL)       | 35e             |
| 45              | Frederik Frison (BEL)    | 34e             |
| 46              | Brent Van Moer (BEL)     | AB              |
| 47              | Florian Vermeersch (BEL) | 12e             |

| Trek-Segafredo TFS | Trek-Segafredo TFS          | Trek-Segafredo TFS |
| ------------------ | --------------------------- | ------------------ |
| Num                | Coureur                     | Pos                |
| 51                 | Jasper Stuyven (BEL)        | 26e                |
| 52                 | Emīls Liepiņš (LAT) (route) | 71e                |
| 53                 | Daan Hoole (NED)            | 61e                |
| 54                 | Alex Kirsch (LUX)           | AB                 |
| 55                 | Mads Pedersen (DEN)         | 3e                 |
| 56                 | Edward Theuns (BEL)         | 44e                |
| 57                 | Mathias Vacek (CZE)         | 65e                |

| Ineos Grenadiers IGD | Ineos Grenadiers IGD   | Ineos Grenadiers IGD |
| -------------------- | ---------------------- | -------------------- |
| Num                  | Coureur                | Pos                  |
| 61                   | Tom Pidcock (GBR)      | 52e                  |
| 62                   | Kim Heiduk (GER)       | AB                   |
| 63                   | Jhonatan Narváez (ECU) | 25e                  |
| 64                   | Ben Turner (GBR)       | AB                   |
| 65                   | Luke Rowe (GBR)        | 95e                  |
| 66                   | Magnus Sheffield (USA) | 28e                  |
| 67                   | Connor Swift (GBR)     | 90e                  |

| Soudal Quick-Step SOQ | Soudal Quick-Step SOQ          | Soudal Quick-Step SOQ |
| --------------------- | ------------------------------ | --------------------- |
| Num                   | Coureur                        | Pos                   |
| 71                    | Julian Alaphilippe (FRA)       | 51e                   |
| 72                    | Kasper Asgreen (DEN)           | 7e                    |
| 73                    | Davide Ballerini (ITA)         | 56e                   |
| 74                    | Tim Merlier (BEL) (route)      | 43e                   |
| 75                    | Yves Lampaert (BEL)            | 41e                   |
| 76                    | Florian Sénéchal (FRA) (route) | AB                    |
| 77                    | Tim Declercq (BEL)             | AB                    |

| Team Jayco AlUla JAY | Team Jayco AlUla JAY   | Team Jayco AlUla JAY |
| -------------------- | ---------------------- | -------------------- |
| Num                  | Coureur                | Pos                  |
| 81                   | Michael Matthews (AUS) | AB                   |
| 82                   | Luke Durbridge (AUS)   | AB                   |
| 83                   | Luka Mezgec (SLO)      | AB                   |
| 84                   | Kelland O'Brien (AUS)  | 72e                  |
| 85                   | Blake Quick (AUS)      | AB                   |
| 86                   | Elmar Reinders (NED)   | 46e                  |
| 87                   | Zdeněk Štybar (CZE)    | 75e                  |

| EF Education-EasyPost EFE | EF Education-EasyPost EFE | EF Education-EasyPost EFE |
| ------------------------- | ------------------------- | ------------------------- |
| Num                       | Coureur                   | Pos                       |
| 91                        | Julius van den Berg (NED) | 74e                       |
| 92                        | Jens Keukeleire (BEL)     | 53e                       |
| 93                        | Owain Doull (GBR)         | 33e                       |
| 94                        | Mikkel Honoré (DEN)       | 39e                       |
| 95                        | Thomas Scully (NZL)       | AB                        |
| 96                        | Neilson Powless (USA)     | 5e                        |
| 97                        | Jonas Rutsch (GER)        | 29e                       |

| Bahrain Victorious TBV | Bahrain Victorious TBV | Bahrain Victorious TBV |
| ---------------------- | ---------------------- | ---------------------- |
| Num                    | Coureur                | Pos                    |
| 101                    | Matej Mohorič (SLO)    | AB                     |
| 102                    | Nikias Arndt (GER)     | AB                     |
| 103                    | Kamil Gradek (POL)     | AB                     |
| 104                    | Filip Maciejuk (POL)   | DQ                     |
| 105                    | Andrea Pasqualon (ITA) | 36e                    |
| 106                    | Dušan Rajović (SRB)    | AB                     |
| 107                    | Fred Wright (GBR)      | 8e                     |

| Intermarché-Circus-Wanty ICW | Intermarché-Circus-Wanty ICW | Intermarché-Circus-Wanty ICW |
| ---------------------------- | ---------------------------- | ---------------------------- |
| Num                          | Coureur                      | Pos                          |
| 111                          | Biniam Girmay (ERI)          | AB                           |
| 112                          | Sven Erik Bystrøm (NOR)      | 31e                          |
| 113                          | Aimé De Gendt (BEL)          | AB                           |
| 114                          | Dries De Pooter (BEL)        | 79e                          |
| 115                          | Baptiste Planckaert (BEL)    | AB                           |
| 116                          | Laurenz Rex (BEL)            | 49e                          |
| 117                          | Taco van der Hoorn (NED)     | AB                           |

| Team DSM DSM | Team DSM DSM              | Team DSM DSM |
| ------------ | ------------------------- | ------------ |
| Num          | Coureur                   | Pos          |
| 121          | John Degenkolb (GER)      | 19e          |
| 122          | Pavel Bittner (CZE)       | 82e          |
| 123          | Nils Eekhoff (NED)        | AB           |
| 124          | Leon Heinschke (GER)      | AB           |
| 125          | Alexander Edmondson (AUS) | 83e          |
| 126          | Tim Naberman (NED)        | AB           |
| 127          | Kevin Vermaerke (USA)     | AB           |

| Bora-Hansgrohe BOH | Bora-Hansgrohe BOH        | Bora-Hansgrohe BOH |
| ------------------ | ------------------------- | ------------------ |
| Num                | Coureur                   | Pos                |
| 131                | Shane Archbold (NZL)      | AB                 |
| 132                | Patrick Gamper (AUT)      | AB                 |
| 133                | Marco Haller (AUT)        | AB                 |
| 134                | Nils Politt (GER) (route) | 20e                |
| 135                | Jordi Meeus (BEL)         | AB                 |
| 136                | Danny van Poppel (NED)    | AB                 |
| 137                | Jonas Koch (GER)          | 76e                |

| Astana Qazaqstan Team AST | Astana Qazaqstan Team AST     | Astana Qazaqstan Team AST |
| ------------------------- | ----------------------------- | ------------------------- |
| Num                       | Coureur                       | Pos                       |
| 141                       | Igor Chzhan (KAZ) (route)     | AB                        |
| 142                       | Yevgeniy Gidich (KAZ) (route) | AB                        |
| 143                       | Martin Laas (EST)             | AB                        |
| 144                       | Yevgeniy Fedorov (KAZ)        | 63e                       |
| 145                       | Dmitriy Gruzdev (KAZ)         | AB                        |
| 146                       | Nurbergen Nurlykhassym (KAZ)  | AB                        |
| 147                       | Gleb Syritsa                  | 73e                       |

| Cofidis COF | Cofidis COF            | Cofidis COF |
| ----------- | ---------------------- | ----------- |
| Num         | Coureur                | Pos         |
| 151         | Piet Allegaert (BEL)   | 45e         |
| 152         | Wesley Kreder (NED)    | AB          |
| 153         | Christophe Noppe (BEL) | 77e         |
| 154         | André Carvalho (POR)   | AB          |
| 155         | Alexis Renard (FRA)    | AB          |
| 156         | Axel Zingle (FRA)      | 38e         |
| 157         | Max Walscheid (GER)    | 55e         |

| Israel-Premier Tech IPT | Israel-Premier Tech IPT | Israel-Premier Tech IPT |
| ----------------------- | ----------------------- | ----------------------- |
| Num                     | Coureur                 | Pos                     |
| 161                     | Dylan Teuns (BEL)       | 37e                     |
| 162                     | Guillaume Boivin (CAN)  | 93e                     |
| 163                     | Jens Reynders (BEL)     | AB                      |
| 164                     | Hugo Houle (CAN)        | 66e                     |
| 165                     | Krists Neilands (LAT)   | AB                      |
| 166                     | Tom Van Asbroeck (BEL)  | 23e                     |
| 167                     | Sep Vanmarcke (BEL)     | 24e                     |

| Q36.5 Pro Cycling Team Q36 | Q36.5 Pro Cycling Team Q36 | Q36.5 Pro Cycling Team Q36 |
| -------------------------- | -------------------------- | -------------------------- |
| Num                        | Coureur                    | Pos                        |
| 171                        | Jack Bauer (NZL)           | AB                         |
| 172                        | Filippo Colombo (SUI)      | 50e                        |
| 173                        | Alessandro Fedeli (ITA)    | AB                         |
| 174                        | Nicolò Parisini (ITA)      | AB                         |
| 175                        | Kamil Małecki (POL)        | AB                         |
| 176                        | Antonio Puppio (ITA)       | 92e                        |
| 177                        | Nickolas Zukowsky (CAN)    | AB                         |

| Arkéa-Samsic ARK | Arkéa-Samsic ARK      | Arkéa-Samsic ARK |
| ---------------- | --------------------- | ---------------- |
| Num              | Coureur               | Pos              |
| 181              | Hugo Hofstetter (FRA) | 86e              |
| 182              | Jenthe Biermans (BEL) | AB               |
| 183              | David Dekker (NED)    | AB               |
| 184              | Matîs Louvel (FRA)    | 27e              |
| 185              | Daniel McLay (GBR)    | 96e              |
| 186              | Mathis Le Berre (FRA) | 94e              |
| 187              | Clément Russo (FRA)   | 81e              |

| Groupama-FDJ GFC | Groupama-FDJ GFC       | Groupama-FDJ GFC |
| ---------------- | ---------------------- | ---------------- |
| Num              | Coureur                | Pos              |
| 191              | Stefan Küng (SUI)      | 6e               |
| 192              | Lewis Askey (GBR)      | 32e              |
| 193              | Kevin Geniets (LUX)    | AB               |
| 194              | Olivier Le Gac (FRA)   | 60e              |
| 195              | Fabian Lienhard (SUI)  | 78e              |
| 196              | Valentin Madouas (FRA) | AB               |
| 197              | Samuel Watson (GBR)    | 67e              |

| Movistar Team MOV | Movistar Team MOV         | Movistar Team MOV |
| ----------------- | ------------------------- | ----------------- |
| Num               | Coureur                   | Pos               |
| 201               | Iván García Cortina (ESP) | 21e               |
| 202               | Juri Hollmann (GER)       | AB                |
| 203               | Johan Jacobs (SUI)        | 88e               |
| 204               | Matteo Jorgenson (USA)    | 9e                |
| 205               | Oier Lazkano (ESP)        | AB                |
| 206               | Iván Romeo (ESP)          | AB                |
| 207               | Mathias Norsgaard (DEN)   | 57e               |

| TotalEnergies TEN | TotalEnergies TEN          | TotalEnergies TEN |
| ----------------- | -------------------------- | ----------------- |
| Num               | Coureur                    | Pos               |
| 211               | Peter Sagan (SVK) (route)  | AB                |
| 212               | Edvald Boasson Hagen (NOR) | AB                |
| 213               | Paul Ourselin (FRA)        | AB                |
| 214               | Thomas Bonnet (FRA)        | AB                |
| 215               | Sandy Dujardin (FRA)       | 70e               |
| 216               | Anthony Turgis (FRA)       | 17e               |
| 217               | Dries Van Gestel (BEL)     | 22e               |

| Bingoal WB BWB | Bingoal WB BWB                 | Bingoal WB BWB |
| -------------- | ------------------------------ | -------------- |
| Num            | Coureur                        | Pos            |
| 221            | Guillaume Van Keirsbulck (BEL) | 47e            |
| 222            | Floris De Tier (BEL)           | 85e            |
| 223            | Dimitri Peyskens (BEL)         | AB             |
| 224            | Alexis Guérin (FRA)            | AB             |
| 225            | Julian Mertens (BEL)           | 64e            |
| 226            | Ludovic Robeet (BEL)           | AB             |
| 227            | Luca Van Boven (BEL)           | 89e            |

| Team Flanders-Baloise TFB | Team Flanders-Baloise TFB | Team Flanders-Baloise TFB |
| ------------------------- | ------------------------- | ------------------------- |
| Num                       | Coureur                   | Pos                       |
| 231                       | Vito Braet (BEL)          | 59e                       |
| 232                       | Alex Colman (BEL)         | AB                        |
| 233                       | Sander De Pestel (BEL)    | AB                        |
| 234                       | Lindsay De Vylder (BEL)   | AB                        |
| 235                       | Jenno Berckmoes (BEL)     | AB                        |
| 236                       | Gilles De Wilde (BEL)     | AB                        |
| 237                       | Ward Vanhoof (BEL)        | AB                        |

| Uno-X Pro Cycling Team UXT | Uno-X Pro Cycling Team UXT   | Uno-X Pro Cycling Team UXT |
| -------------------------- | ---------------------------- | -------------------------- |
| Num                        | Coureur                      | Pos                        |
| 241                        | Alexander Kristoff (NOR)     | 18e                        |
| 242                        | Martin Bugge Urianstad (NOR) | AB                         |
| 243                        | Kristoffer Halvorsen (NOR)   | AB                         |
| 244                        | William Blume Levy (DEN)     | 84e                        |
| 245                        | Erik Nordsæter Resell (NOR)  | AB                         |
| 246                        | Louis Bendixen (DEN)         | AB                         |
| 247                        | Rasmus Tiller (NOR) (route)  | 87e                        |

| Alpecin-Deceuninck ADC | Alpecin-Deceuninck ADC     | Alpecin-Deceuninck ADC |
| ---------------------- | -------------------------- | ---------------------- |
| Num                    | Coureur                    | Pos                    |
| 1                      | Mathieu van der Poel (NED) | 2e                     |
| 2                      | Silvan Dillier (SUI)       | 80e                    |
| 3                      | Maurice Ballerstedt (GER)  | AB                     |
| 4                      | Michael Gogl (AUT)         | AB                     |
| 5                      | Søren Kragh Andersen (DEN) | AB                     |
| 6                      | Gianni Vermeersch (BEL)    | 30e                    |
| 7                      | Xandro Meurisse (BEL)      | 54e                    |

| Jumbo-Visma TJV | Jumbo-Visma TJV            | Jumbo-Visma TJV |
| --------------- | -------------------------- | --------------- |
| Num             | Coureur                    | Pos             |
| 11              | Wout van Aert (BEL)        | 4e              |
| 12              | Edoardo Affini (ITA)       | AB              |
| 13              | Tiesj Benoot (BEL)         | 13e             |
| 14              | Christophe Laporte (FRA)   | 14e             |
| 15              | Tim van Dijke (NED)        | 42e             |
| 16              | Tosh Van der Sande (BEL)   | AB              |
| 17              | Nathan Van Hooydonck (BEL) | 11e             |

| UAE Team Emirates UAD | UAE Team Emirates UAD      | UAE Team Emirates UAD |
| --------------------- | -------------------------- | --------------------- |
| Num                   | Coureur                    | Pos                   |
| 21                    | Tadej Pogačar (SLO)        | 1er                   |
| 22                    | Rui Oliveira (POR)         | 58e                   |
| 23                    | Sjoerd Bax (NED)           | 68e                   |
| 24                    | Mikkel Bjerg (DEN)         | 15e                   |
| 25                    | Vegard Stake Laengen (NOR) | 69e                   |
| 26                    | Matteo Trentin (ITA)       | 10e                   |
| 27                    | Tim Wellens (BEL)          | AB                    |

| AG2R Citroën Team ACT | AG2R Citroën Team ACT   | AG2R Citroën Team ACT |
| --------------------- | ----------------------- | --------------------- |
| Num                   | Coureur                 | Pos                   |
| 31                    | Greg Van Avermaet (BEL) | 62e                   |
| 32                    | Benoît Cosnefroy (FRA)  | 16e                   |
| 33                    | Stan Dewulf (BEL)       | 48e                   |
| 34                    | Lawrence Naesen (BEL)   | AB                    |
| 35                    | Oliver Naesen (BEL)     | 40e                   |
| 36                    | Pierre Gautherat (FRA)  | AB                    |
| 37                    | Damien Touzé (FRA)      | 91e                   |

| Lotto Dstny LTD | Lotto Dstny LTD          | Lotto Dstny LTD |
| --------------- | ------------------------ | --------------- |
| Num             | Coureur                  | Pos             |
| 41              | Caleb Ewan (AUS)         | AB              |
| 42              | Sébastien Grignard (BEL) | AB              |
| 43              | Jasper De Buyst (BEL)    | AB              |
| 44              | Arjen Livyns (BEL)       | 35e             |
| 45              | Frederik Frison (BEL)    | 34e             |
| 46              | Brent Van Moer (BEL)     | AB              |
| 47              | Florian Vermeersch (BEL) | 12e             |

| Trek-Segafredo TFS | Trek-Segafredo TFS          | Trek-Segafredo TFS |
| ------------------ | --------------------------- | ------------------ |
| Num                | Coureur                     | Pos                |
| 51                 | Jasper Stuyven (BEL)        | 26e                |
| 52                 | Emīls Liepiņš (LAT) (route) | 71e                |
| 53                 | Daan Hoole (NED)            | 61e                |
| 54                 | Alex Kirsch (LUX)           | AB                 |
| 55                 | Mads Pedersen (DEN)         | 3e                 |
| 56                 | Edward Theuns (BEL)         | 44e                |
| 57                 | Mathias Vacek (CZE)         | 65e                |

| Ineos Grenadiers IGD | Ineos Grenadiers IGD   | Ineos Grenadiers IGD |
| -------------------- | ---------------------- | -------------------- |
| Num                  | Coureur                | Pos                  |
| 61                   | Tom Pidcock (GBR)      | 52e                  |
| 62                   | Kim Heiduk (GER)       | AB                   |
| 63                   | Jhonatan Narváez (ECU) | 25e                  |
| 64                   | Ben Turner (GBR)       | AB                   |
| 65                   | Luke Rowe (GBR)        | 95e                  |
| 66                   | Magnus Sheffield (USA) | 28e                  |
| 67                   | Connor Swift (GBR)     | 90e                  |

| Soudal Quick-Step SOQ | Soudal Quick-Step SOQ          | Soudal Quick-Step SOQ |
| --------------------- | ------------------------------ | --------------------- |
| Num                   | Coureur                        | Pos                   |
| 71                    | Julian Alaphilippe (FRA)       | 51e                   |
| 72                    | Kasper Asgreen (DEN)           | 7e                    |
| 73                    | Davide Ballerini (ITA)         | 56e                   |
| 74                    | Tim Merlier (BEL) (route)      | 43e                   |
| 75                    | Yves Lampaert (BEL)            | 41e                   |
| 76                    | Florian Sénéchal (FRA) (route) | AB                    |
| 77                    | Tim Declercq (BEL)             | AB                    |

| Team Jayco AlUla JAY | Team Jayco AlUla JAY   | Team Jayco AlUla JAY |
| -------------------- | ---------------------- | -------------------- |
| Num                  | Coureur                | Pos                  |
| 81                   | Michael Matthews (AUS) | AB                   |
| 82                   | Luke Durbridge (AUS)   | AB                   |
| 83                   | Luka Mezgec (SLO)      | AB                   |
| 84                   | Kelland O'Brien (AUS)  | 72e                  |
| 85                   | Blake Quick (AUS)      | AB                   |
| 86                   | Elmar Reinders (NED)   | 46e                  |
| 87                   | Zdeněk Štybar (CZE)    | 75e                  |

| EF Education-EasyPost EFE | EF Education-EasyPost EFE | EF Education-EasyPost EFE |
| ------------------------- | ------------------------- | ------------------------- |
| Num                       | Coureur                   | Pos                       |
| 91                        | Julius van den Berg (NED) | 74e                       |
| 92                        | Jens Keukeleire (BEL)     | 53e                       |
| 93                        | Owain Doull (GBR)         | 33e                       |
| 94                        | Mikkel Honoré (DEN)       | 39e                       |
| 95                        | Thomas Scully (NZL)       | AB                        |
| 96                        | Neilson Powless (USA)     | 5e                        |
| 97                        | Jonas Rutsch (GER)        | 29e                       |

| Bahrain Victorious TBV | Bahrain Victorious TBV | Bahrain Victorious TBV |
| ---------------------- | ---------------------- | ---------------------- |
| Num                    | Coureur                | Pos                    |
| 101                    | Matej Mohorič (SLO)    | AB                     |
| 102                    | Nikias Arndt (GER)     | AB                     |
| 103                    | Kamil Gradek (POL)     | AB                     |
| 104                    | Filip Maciejuk (POL)   | DQ                     |
| 105                    | Andrea Pasqualon (ITA) | 36e                    |
| 106                    | Dušan Rajović (SRB)    | AB                     |
| 107                    | Fred Wright (GBR)      | 8e                     |

| Intermarché-Circus-Wanty ICW | Intermarché-Circus-Wanty ICW | Intermarché-Circus-Wanty ICW |
| ---------------------------- | ---------------------------- | ---------------------------- |
| Num                          | Coureur                      | Pos                          |
| 111                          | Biniam Girmay (ERI)          | AB                           |
| 112                          | Sven Erik Bystrøm (NOR)      | 31e                          |
| 113                          | Aimé De Gendt (BEL)          | AB                           |
| 114                          | Dries De Pooter (BEL)        | 79e                          |
| 115                          | Baptiste Planckaert (BEL)    | AB                           |
| 116                          | Laurenz Rex (BEL)            | 49e                          |
| 117                          | Taco van der Hoorn (NED)     | AB                           |

| Team DSM DSM | Team DSM DSM              | Team DSM DSM |
| ------------ | ------------------------- | ------------ |
| Num          | Coureur                   | Pos          |
| 121          | John Degenkolb (GER)      | 19e          |
| 122          | Pavel Bittner (CZE)       | 82e          |
| 123          | Nils Eekhoff (NED)        | AB           |
| 124          | Leon Heinschke (GER)      | AB           |
| 125          | Alexander Edmondson (AUS) | 83e          |
| 126          | Tim Naberman (NED)        | AB           |
| 127          | Kevin Vermaerke (USA)     | AB           |

| Bora-Hansgrohe BOH | Bora-Hansgrohe BOH        | Bora-Hansgrohe BOH |
| ------------------ | ------------------------- | ------------------ |
| Num                | Coureur                   | Pos                |
| 131                | Shane Archbold (NZL)      | AB                 |
| 132                | Patrick Gamper (AUT)      | AB                 |
| 133                | Marco Haller (AUT)        | AB                 |
| 134                | Nils Politt (GER) (route) | 20e                |
| 135                | Jordi Meeus (BEL)         | AB                 |
| 136                | Danny van Poppel (NED)    | AB                 |
| 137                | Jonas Koch (GER)          | 76e                |

| Astana Qazaqstan Team AST | Astana Qazaqstan Team AST     | Astana Qazaqstan Team AST |
| ------------------------- | ----------------------------- | ------------------------- |
| Num                       | Coureur                       | Pos                       |
| 141                       | Igor Chzhan (KAZ) (route)     | AB                        |
| 142                       | Yevgeniy Gidich (KAZ) (route) | AB                        |
| 143                       | Martin Laas (EST)             | AB                        |
| 144                       | Yevgeniy Fedorov (KAZ)        | 63e                       |
| 145                       | Dmitriy Gruzdev (KAZ)         | AB                        |
| 146                       | Nurbergen Nurlykhassym (KAZ)  | AB                        |
| 147                       | Gleb Syritsa                  | 73e                       |

| Cofidis COF | Cofidis COF            | Cofidis COF |
| ----------- | ---------------------- | ----------- |
| Num         | Coureur                | Pos         |
| 151         | Piet Allegaert (BEL)   | 45e         |
| 152         | Wesley Kreder (NED)    | AB          |
| 153         | Christophe Noppe (BEL) | 77e         |
| 154         | André Carvalho (POR)   | AB          |
| 155         | Alexis Renard (FRA)    | AB          |
| 156         | Axel Zingle (FRA)      | 38e         |
| 157         | Max Walscheid (GER)    | 55e         |

| Israel-Premier Tech IPT | Israel-Premier Tech IPT | Israel-Premier Tech IPT |
| ----------------------- | ----------------------- | ----------------------- |
| Num                     | Coureur                 | Pos                     |
| 161                     | Dylan Teuns (BEL)       | 37e                     |
| 162                     | Guillaume Boivin (CAN)  | 93e                     |
| 163                     | Jens Reynders (BEL)     | AB                      |
| 164                     | Hugo Houle (CAN)        | 66e                     |
| 165                     | Krists Neilands (LAT)   | AB                      |
| 166                     | Tom Van Asbroeck (BEL)  | 23e                     |
| 167                     | Sep Vanmarcke (BEL)     | 24e                     |

| Q36.5 Pro Cycling Team Q36 | Q36.5 Pro Cycling Team Q36 | Q36.5 Pro Cycling Team Q36 |
| -------------------------- | -------------------------- | -------------------------- |
| Num                        | Coureur                    | Pos                        |
| 171                        | Jack Bauer (NZL)           | AB                         |
| 172                        | Filippo Colombo (SUI)      | 50e                        |
| 173                        | Alessandro Fedeli (ITA)    | AB                         |
| 174                        | Nicolò Parisini (ITA)      | AB                         |
| 175                        | Kamil Małecki (POL)        | AB                         |
| 176                        | Antonio Puppio (ITA)       | 92e                        |
| 177                        | Nickolas Zukowsky (CAN)    | AB                         |

| Arkéa-Samsic ARK | Arkéa-Samsic ARK      | Arkéa-Samsic ARK |
| ---------------- | --------------------- | ---------------- |
| Num              | Coureur               | Pos              |
| 181              | Hugo Hofstetter (FRA) | 86e              |
| 182              | Jenthe Biermans (BEL) | AB               |
| 183              | David Dekker (NED)    | AB               |
| 184              | Matîs Louvel (FRA)    | 27e              |
| 185              | Daniel McLay (GBR)    | 96e              |
| 186              | Mathis Le Berre (FRA) | 94e              |
| 187              | Clément Russo (FRA)   | 81e              |

| Groupama-FDJ GFC | Groupama-FDJ GFC       | Groupama-FDJ GFC |
| ---------------- | ---------------------- | ---------------- |
| Num              | Coureur                | Pos              |
| 191              | Stefan Küng (SUI)      | 6e               |
| 192              | Lewis Askey (GBR)      | 32e              |
| 193              | Kevin Geniets (LUX)    | AB               |
| 194              | Olivier Le Gac (FRA)   | 60e              |
| 195              | Fabian Lienhard (SUI)  | 78e              |
| 196              | Valentin Madouas (FRA) | AB               |
| 197              | Samuel Watson (GBR)    | 67e              |

| Movistar Team MOV | Movistar Team MOV         | Movistar Team MOV |
| ----------------- | ------------------------- | ----------------- |
| Num               | Coureur                   | Pos               |
| 201               | Iván García Cortina (ESP) | 21e               |
| 202               | Juri Hollmann (GER)       | AB                |
| 203               | Johan Jacobs (SUI)        | 88e               |
| 204               | Matteo Jorgenson (USA)    | 9e                |
| 205               | Oier Lazkano (ESP)        | AB                |
| 206               | Iván Romeo (ESP)          | AB                |
| 207               | Mathias Norsgaard (DEN)   | 57e               |

| TotalEnergies TEN | TotalEnergies TEN          | TotalEnergies TEN |
| ----------------- | -------------------------- | ----------------- |
| Num               | Coureur                    | Pos               |
| 211               | Peter Sagan (SVK) (route)  | AB                |
| 212               | Edvald Boasson Hagen (NOR) | AB                |
| 213               | Paul Ourselin (FRA)        | AB                |
| 214               | Thomas Bonnet (FRA)        | AB                |
| 215               | Sandy Dujardin (FRA)       | 70e               |
| 216               | Anthony Turgis (FRA)       | 17e               |
| 217               | Dries Van Gestel (BEL)     | 22e               |

| Bingoal WB BWB | Bingoal WB BWB                 | Bingoal WB BWB |
| -------------- | ------------------------------ | -------------- |
| Num            | Coureur                        | Pos            |
| 221            | Guillaume Van Keirsbulck (BEL) | 47e            |
| 222            | Floris De Tier (BEL)           | 85e            |
| 223            | Dimitri Peyskens (BEL)         | AB             |
| 224            | Alexis Guérin (FRA)            | AB             |
| 225            | Julian Mertens (BEL)           | 64e            |
| 226            | Ludovic Robeet (BEL)           | AB             |
| 227            | Luca Van Boven (BEL)           | 89e            |

| Team Flanders-Baloise TFB | Team Flanders-Baloise TFB | Team Flanders-Baloise TFB |
| ------------------------- | ------------------------- | ------------------------- |
| Num                       | Coureur                   | Pos                       |
| 231                       | Vito Braet (BEL)          | 59e                       |
| 232                       | Alex Colman (BEL)         | AB                        |
| 233                       | Sander De Pestel (BEL)    | AB                        |
| 234                       | Lindsay De Vylder (BEL)   | AB                        |
| 235                       | Jenno Berckmoes (BEL)     | AB                        |
| 236                       | Gilles De Wilde (BEL)     | AB                        |
| 237                       | Ward Vanhoof (BEL)        | AB                        |

| Uno-X Pro Cycling Team UXT | Uno-X Pro Cycling Team UXT   | Uno-X Pro Cycling Team UXT |
| -------------------------- | ---------------------------- | -------------------------- |
| Num                        | Coureur                      | Pos                        |
| 241                        | Alexander Kristoff (NOR)     | 18e                        |
| 242                        | Martin Bugge Urianstad (NOR) | AB                         |
| 243                        | Kristoffer Halvorsen (NOR)   | AB                         |
| 244                        | William Blume Levy (DEN)     | 84e                        |
| 245                        | Erik Nordsæter Resell (NOR)  | AB                         |
| 246                        | Louis Bendixen (DEN)         | AB                         |
| 247                        | Rasmus Tiller (NOR) (route)  | 87e                        |